# レースを編む老女
 
『レースを編む老女』（レースをあむろうじょ、蘭: De oude kantwerkster、英: The Old Lacemaker）は、オランダ黄金時代の画家ニコラース・マースが1655年ごろ、キャンバス上に油彩で制作した絵画である。マースは1650年前後にレンブラントに学んだが、1653年暮れまでには故郷のドルドレヒトに帰郷し、画家として安定した収入を得るようになった。本作は、そのころに描かれたものである。1994年、作品はハーグのマウリッツハイス美術館に収蔵された。

## 背景
マースは最初、レンブラントの影響で聖書の場面を主に描いていたが、1654年ごろから1650年代末までは、人物を1人または2人配した家庭の情景を集中して描いた。この時期の作品の主題は、毛糸を紡いだり、レースを編む婦人、リンゴの皮を剥く少女や盗み聞きする召使などである。また、この時期には肖像画も描き始め、当時は肖像画家として大きな成功を収めたものの、今日では風俗画の評価が高い。小さなサイズに身近で親密な情景を描いたこの分野にこそ、マースの独創性が発揮されたからである。マースの風俗画は、ピーテル・デ・ホーホ、フェルメールなどの画家が発想の手がかりを得る重要な拠り所となった。

## 作品
この小品が描かれた1655年ごろは、マースが特に美しい風俗画を描いた時期に当たる。画面に描かれた婦人はボビンレースを編んでいる。ボビンは2個を1組にして用いる。交差させ捩じり、また交差させる動作を繰り返して、糸を紡いでいくのである。婦人の脇に置かれたテーブルには、陶製の壺と水差し、火をおこすための焚きつけと、細い枝の束の静物が見事に描かれている。テーブルの上には篩 (ふるい) が下げられ、婦人の右手には卵の入った籠が見える。画家特有の赤と茶の落ち着いた色調に白と黒のアクセントが加わり、醸し出される寛いだ雰囲気をほのかな明かりがそっと引き立てる。
マースが手芸に打ち込む老女を描くのを好んだことは間違いない。画家は、老境に入っても務めに励む婦人たちの姿に威厳を与えている。17世紀には、手芸は女性の徳とされ、家庭での勤勉さの象徴であった。本作に描かれているような婦人は美徳の鏡とされたのである。なお、本作の婦人が使っているレース台は、マースのすべてのレースを編む女性の絵画に登場するものと同じである。

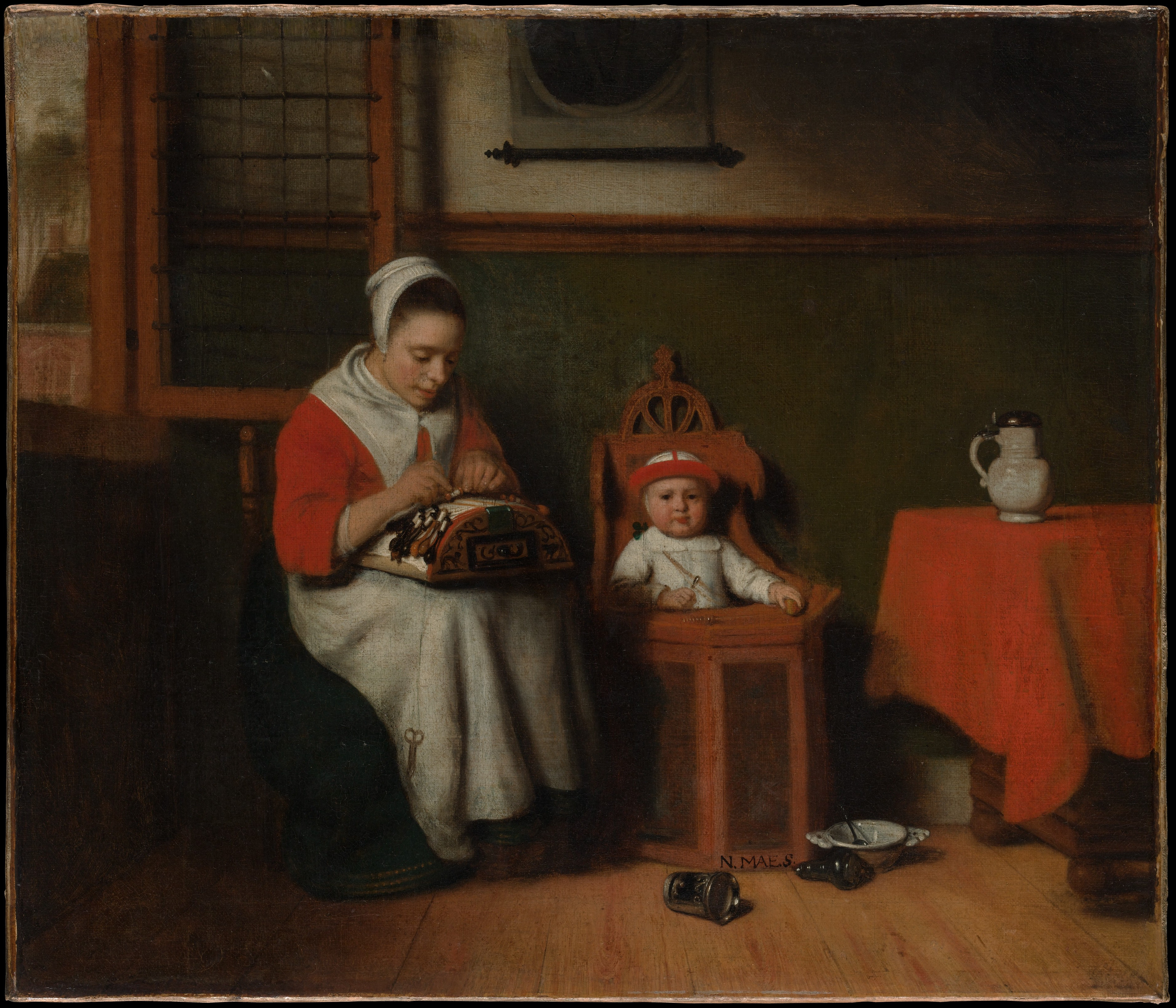
『レースを編む女』 (1656年ごろ)、メトロポリタン美術館
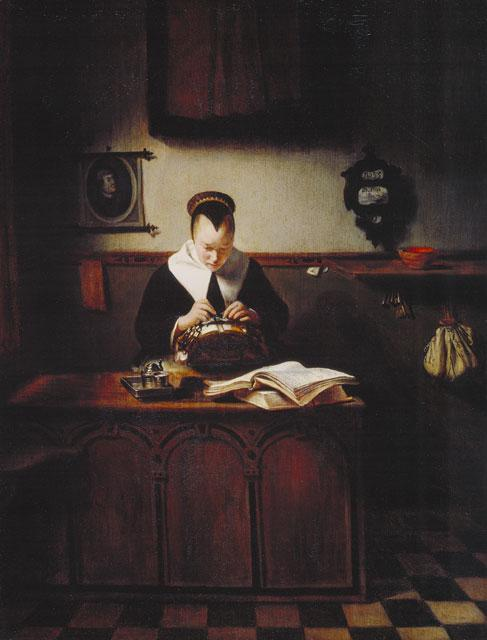
『レースを編む女』 (1655年)

## 過去の記述
本作は、1914年、研究者ホフステーデ・デ・フロートにより以下のように記述された。
71番。レースを編む老女。ジョン・スミス (美術史家)、補遺7番。鑑賞者の方を向いている、眼鏡をかけた老女が座って、レースを編んでいる。彼女は深紅の袖のある黒い上着を着ている。その頭上には、卵の入った籠が下がっている。横の棚には、いくつかの食器がある。傑作であるが、経年により少々黒ずんでいる (ジョン・スミス)。
板絵、縦15と1/2インチ、横13と1/2インチ。
売却歴。1836年、ロンドン (£69 : 6s.)。
1836年、クリスティーズの競売での目録番号は60で、購入者はコレムナ (Colemna) であった。
1994年、ふたたび絵画市場に登場し、マウリッツハイス美術館は、「VSB Fonds Den Haag」、「レンブラント協会」、「マウリッツハイス友の会 (Vrienden van het Mauritshuis)」の援助で作品を購入することができた。